# Svájc az 1948. évi téli olimpiai játékokon
Svájc a St. Moritzban megrendezett 1948. évi téli olimpiai játékok házigazda nemzeteként vett részt a versenyeken. Az országot az olimpián 9 sportágban 70 sportoló képviselte, akik összesen 10 érmet szereztek.

## Érmesek
| Érem  | Versenyző | Sportág     | Versenyszám      |
| ----- | --- | ----------- | ---------------- |
| Arany | Edy Reinalter | Alpesisí    | Férfi műlesiklás |
| Arany | Hedy Schlunegger | Alpesisí    | Női lesiklás     |
| Arany | Felix Endrich Friedrich Waller | Bob         | Férfi kettes     |
| Ezüst | Karl Molitor | Alpesisí    | Férfi összetett  |
| Ezüst | Antoinette Meyer | Alpesisí    | Női műlesiklás   |
| Ezüst | Fritz Feierabend Paul Eberhard | Bob         | Férfi kettes     |
| Ezüst | Hans Gerschwiler | Műkorcsolya | Férfi egyéni     |
| Bronz | Karl Molitor | Alpesisí    | Férfi lesiklás   |
| Bronz | Ralph Olinger | Alpesisí    | Férfi lesiklás   |
| Bronz | Nemzeti válogatott Hans Bänninger Alfred Bieler Heinrich Boller Ferdinand Cattini Hans Cattini Hans Dürst Walter Dürst Emil Handschin Werner Lohrer Heini Lohrer Reto Perl Ulrich Poltera Gebhard Poltera Beat Rüedi Otto Schubiger Bibi Torriani Hans Trepp | Jégkorong   | Férfi            |

## Alpesisí
Férfi
| Versenyző         | Versenyszám | 1. futam      | 1. futam      | 2. futam | 2. futam | Összesítés    | Összesítés    |
| Versenyző         | Versenyszám | Idő           | Hely.         | Idő      | Hely.    | Idő           | Helyezés      |
| ----------------- | ----------- | ------------- | ------------- | -------- | -------- | ------------- | ------------- |
| Karl Gamma        | Műlesiklás  | nem ért célba | nem ért célba | kiesett  | kiesett  | kiesett       | kiesett       |
| Fernand Grosjean  | Lesiklás    |               |               |          |          | 3:03,1        | 8.            |
| Karl Molitor      | Lesiklás    |               |               |          |          | 3:00,3        | *             |
| Karl Molitor      | Műlesiklás  | 1:10,2        | 6.            | 1:06,0   | 11.      | 2:16,2        | 8.            |
| Adolf Odermatt    | Lesiklás    |               |               |          |          | 3:06,4        | 11.*          |
| Ralph Olinger     | Lesiklás    |               |               |          |          | 3:00,3        | *             |
| Edy Reinalter     | Lesiklás    |               |               |          |          | 3:11,0        | 22.           |
| Edy Reinalter     | Műlesiklás  | 1:07,7        | 3.            | 1:02,6   | 1.       | 2:10,3        |               |
| Georges Schneider | Műlesiklás  | 1:11,9        | 14.           | 1:06,5   | 13.*     | 2:18,4        | 13.           |
| Romedi Spada      | Lesiklás    |               |               |          |          | 3:09,2        | 18.           |
| Alfred Stäger     | Lesiklás    |               |               |          |          | nem ért célba | nem ért célba |

| Versenyző        | Versenyszám | Lesiklás | Lesiklás | Lesiklás | Műlesiklás | Műlesiklás | Műlesiklás | Műlesiklás | Műlesiklás | Műlesiklás | Műlesiklás | Összesítés | Összesítés |
| Versenyző        | Versenyszám | Lesiklás | Lesiklás | Lesiklás | 1. futam   | 1. futam   | 2. futam   | 2. futam   | Össz.      | Össz.      | Össz.      | Összesítés | Összesítés |
| Versenyző        | Versenyszám | Idő      | Pont     | Hely.    | Idő        | Hely.      | Idő        | Hely.      | Idő        | Pont       | Hely.      | Pont       | Helyezés   |
| ---------------- | ----------- | -------- | -------- | -------- | ---------- | ---------- | ---------- | ---------- | ---------- | ---------- | ---------- | ---------- | ---------- |
| Fernand Grosjean | Összetett   | 3:03,1   | 4,52     | 4.       | 1:19,6     | 20.        | 1:22,7     | 46.        | 2:42,3     | 12,09      | 30.        | 16,61      | 16.        |
| Karl Molitor     | Összetett   | 3:00,3   | 3,09     | 2.       | 1:14,0     | 8.         | 1:08,5     | 7.         | 2:22,5     | 3,35       | 6.*        | 6,44       |            |
| Adolf Odermatt   | Összetett   | 3:06,4   | 6,51     | 7.       | 1:19,8     | 21.*       | 1:15,8     | 30.*       | 2:35,6     | 9,13       | 19.        | 15,64      | 15.        |
| Edy Reinalter    | Összetett   | 3:11,0   | 8,83     | 16.      | 1:16,3     | 15.        | 1:05,8     | 1.         | 2:22,1     | 3,18       | 4.         | 12,01      | 10.        |

Női
| Versenyző        | Versenyszám | 1. futam | 1. futam | 2. futam | 2. futam | Összesítés | Összesítés |
| Versenyző        | Versenyszám | Idő      | Hely.    | Idő      | Hely.    | Idő        | Helyezés   |
| ---------------- | ----------- | -------- | -------- | -------- | -------- | ---------- | ---------- |
| Olivia Ausoni    | Lesiklás    |          |          |          |          | 2:45,1     | 24.        |
| Olivia Ausoni    | Műlesiklás  | 1:18,7   | 22.      | 59,9     | 8.       | 2:18,6     | 17.        |
| Rosmarie Bleuer  | Lesiklás    |          |          |          |          | 2:33,3     | 9.         |
| Rosmarie Bleuer  | Műlesiklás  | 1:06,2   | 13.      | 1:04,4   | 14.      | 2:10,6     | 13.        |
| Renée Clerc      | Műlesiklás  | 1:03,8   | 8.       | 1:02,0   | 9.*      | 2:05,8     | 5.         |
| Antoinette Meyer | Lesiklás    |          |          |          |          | 2:35,4     | 11.        |
| Antoinette Meyer | Műlesiklás  | 1:00,7   | 4.       | 57,0     | 1.       | 1:57,7     |            |
| Lina Mittner     | Lesiklás    |          |          |          |          | 2:31,2     | 5.         |
| Irène Molitor    | Lesiklás    |          |          |          |          | 2:37,2     | 14.*       |
| Hedy Schlunegger | Lesiklás    |          |          |          |          | 2:28,3     |            |

| Versenyző        | Versenyszám | Lesiklás | Lesiklás | Lesiklás | Műlesiklás | Műlesiklás | Műlesiklás | Műlesiklás | Műlesiklás | Műlesiklás | Műlesiklás | Összesítés | Összesítés |
| Versenyző        | Versenyszám | Lesiklás | Lesiklás | Lesiklás | 1. futam   | 1. futam   | 2. futam   | 2. futam   | Össz.      | Össz.      | Össz.      | Összesítés | Összesítés |
| Versenyző        | Versenyszám | Idő      | Pont     | Hely.    | Idő        | Hely.      | Idő        | Hely.      | Idő        | Pont       | Hely.      | Pont       | Helyezés   |
| ---------------- | ----------- | -------- | -------- | -------- | ---------- | ---------- | ---------- | ---------- | ---------- | ---------- | ---------- | ---------- | ---------- |
| Olivia Ausoni    | Összetett   | 2:45,1   | 10,62    | 19.      | 1:44,4     | 27.        | 1:08,5     | 15.        | 2:52,9     | 27,40      | 27.        | 38,02      | 26.        |
| Rosmarie Bleuer  | Összetett   | 2:33,3   | 3,20     | 9.       | 1:05,5     | 11.        | 1:03,8     | 7.         | 2:09,3     | 5,60       | 6.         | 8,80       | 6.         |
| Lina Mittner     | Összetett   | 2:31,2   | 1,79     | 5.       | 1:03,3     | 5.         | 1:16,3     | 24.        | 2:19,6     | 10,75      | 17.        | 12,54      | 14.        |
| Hedy Schlunegger | Összetett   | 2:28,3   | 0,00     | 1.       | 1:11,4     | 19.        | 1:07,1     | 13.        | 2:18,5     | 10,20      | 15.        | 10,20      | 8.         |

* - egy másik versenyzővel azonos eredményt ért el

## Bob
| Versenyző                                                      | Versenyszám | 1. futam | 1. futam | 2. futam | 2. futam | 3. futam | 3. futam | 4. futam | 4. futam | Összesítés | Összesítés |
| Versenyző                                                      | Versenyszám | Idő      | Hely.    | Idő      | Hely.    | Idő      | Hely.    | Idő      | Hely.    | Idő        | Helyezés   |
| -------------------------------------------------------------- | ----------- | -------- | -------- | -------- | -------- | -------- | -------- | -------- | -------- | ---------- | ---------- |
| Fritz Feierabend Paul Eberhard                                 | Kettes      | 1:23,7   | 2.       | 1:24,0   | 2.       | 1:21,4   | 1.       | 1:21,3   | 1.       | 5:30,4     |            |
| Felix Endrich Friedrich Waller                                 | Kettes      | 1:22,4   | 1.       | 1:22,7   | 1.       | 1:21,7   | 2.       | 1:22,4   | 2.       | 5:29,2     |            |
| Fritz Feierabend Friedrich Waller Felix Endrich Heinrich Angst | Négyes      | 1:16,9   | 1.       | 1:21,2   | 8.       | 1:22,3   | 7.*      | 1:21,7   | 3.       | 5:22,1     | 4.         |
| Franz Kapus Werner Spring Bernhard Schilter Paul Eberhard      | Négyes      | 1:17,6   | 6.       | 1:20,8   | 3.*      | 1:22,3   | 7.*      | 1:24,7   | 12.      | 5:25,4     | 8.         |

* - egy másik csapattal azonos eredményt ért el

## Északi összetett
| Versenyző        | Sífutás | Sífutás | Sífutás | Síugrás  | Síugrás  | Síugrás  | Síugrás | Síugrás | Összesítés | Összesítés |
| Versenyző        | Sífutás | Sífutás | Sífutás | 1. ugrás | 2. ugrás | 3. ugrás | Össz.   | Össz.   | Összesítés | Összesítés |
| Versenyző        | Idő     | Pont    | Hely.   | Távolság | Távolság | Távolság | Pont    | Hely.   | Pont       | Helyezés   |
| ---------------- | ------- | ------- | ------- | -------- | -------- | -------- | ------- | ------- | ---------- | ---------- |
| Theo Allenbach   | 1:23:54 | 199,5   | 12.     | 52,5     | 52,0     | (50,0)   | 176,6   | 32.     | 376,10     | 17.        |
| Gottlieb Perren  | 1:26:27 | 186,0   | 20.     | (56,0)   | 57,5     | 56,5     | 187,8   | 26.     | 373,80     | 18.        |
| Niklaus Stump    | 1:22:15 | 208,5   | 7.      | 65,5     | 63,5     | (60,0)   | 213,0   | 5.      | 421,50     | 4.         |
| Alfons Supersaxo | 1:24:29 | 196,5   | 16.     | 63,0     | (57,0)   | 61,5     | 203,9   | 13.     | 400,40     | 13.        |

## Gyorskorcsolya
| Versenyző          | Versenyszám | Eredmény | Helyezés |
| ------------------ | ----------- | -------- | -------- |
| Alfred Altenburger | 5000 m      | 9:40,6   | 39.      |
| Rudolf Kleiner     | 500 m       | 47,8     | 39.      |
| Rudolf Kleiner     | 1500 m      | 2:33,0   | 42.      |
| Sepp Rogger        | 1500 m      | 2:34,7   | 43.      |
| Sepp Rogger        | 5000 m      | 9:29,3   | 34.      |
| Hanspeter Vogt     | 1500 m      | 2:30,5   | 34.*     |

* - egy másik versenyzővel azonos eredményt ért el

## Jégkorong
| Svájci férfi jégkorongcsapat-játékoskeret                                                       | Svájci férfi jégkorongcsapat-játékoskeret                                                         | Svájci férfi jégkorongcsapat-játékoskeret                                          |
| ----------------------------------------------------------------------------------------------- | ------------------------------------------------------------------------------------------------- | ---------------------------------------------------------------------------------- |
| - Hans Bänninger - Fredy Bieler - Hanggi Boller - Ferdinand Cattini - Hans Cattini - Hans Dürst | - Walter Paul Dürst - Emil Handschin - Heini Lohrer - Werner Lohrer - Reto Perl - Gebhard Poltera | - Ulrich Poltera - Beat Rüedi - Otto Schubiger - Bibi Torriani - Hans-Martin Trepp |

### Eredmények
| 1948. január 30. | Svájc (SUI) | 5 – 4 (1–0, 1–1, 3–3) | Egyesült Államok | St. Moritz |

|  |  |  |  |  |
|  |  |  |  |  |
|  |  |  |  |  |
|  |  |  |  |  |

| 1948. január 31. | Svájc (SUI) | 16 – 0 (4–0, 9–0, 3–0) | Olaszország | St. Moritz |

|  |  |  |  |  |
|  |  |  |  |  |
|  |  |  |  |  |
|  |  |  |  |  |

| 1948. február 1. | Svájc (SUI) | 11 – 2 (2–2, 3–0, 6–0) | Ausztria | St. Moritz |

|  |  |  |  |  |
|  |  |  |  |  |
|  |  |  |  |  |
|  |  |  |  |  |

| 1948. február 4. | Svájc (SUI) | 12 – 3 (5–2, 5–1, 2–0) | Nagy-Britannia | St. Moritz |

|  |  |  |  |  |
|  |  |  |  |  |
|  |  |  |  |  |
|  |  |  |  |  |

| 1948. február 5. | Svájc (SUI) | 8 – 2 (3–0, 3–1, 2–1) | Svédország | St. Moritz |

|  |  |  |  |  |
|  |  |  |  |  |
|  |  |  |  |  |
|  |  |  |  |  |

| 1948. február 6. | Svájc (SUI) | 14 – 0 (8–0, 5–0, 1–0) | Lengyelország | St. Moritz |

|  |  |  |  |  |
|  |  |  |  |  |
|  |  |  |  |  |
|  |  |  |  |  |

| 1948. február 7. | Svájc (SUI) | 1 – 7 (0–1, 1–2, 0–4) | Csehszlovákia | St. Moritz |

|  |  |  |  |  |
|  |  |  |  |  |
|  |  |  |  |  |
|  |  |  |  |  |

| 1948. február 8. | Svájc (SUI) | 0 – 3 (0–1, 0–1, 0–1) | Kanada | St. Moritz |

|  |  |  |  |  |
|  |  |  |  |  |
|  |  |  |  |  |
|  |  |  |  |  |

Végeredmény
| Helyezés | Csapat                 | M | Gy | D | V | G+ | G–  | Gk   | P   |
| --- | ---------------------- | - | -- | - | - | -- | --- | ---- | --- |
| Arany | Kanada (CAN)           | 8 | 7  | 1 | 0 | 69 | 5   | +64  | 15* |
| Ezüst | Csehszlovákia (TCH)    | 8 | 7  | 1 | 0 | 80 | 18  | +62  | 15* |
| Bronz | Svájc (SUI)            | 8 | 6  | 0 | 2 | 67 | 21  | +46  | 12  |
| 4. | Svédország (SWE)       | 8 | 4  | 0 | 4 | 55 | 28  | +27  | 8   |
| 5. | Nagy-Britannia (GBR)   | 8 | 3  | 0 | 5 | 39 | 47  | –8   | 6   |
| 6. | Lengyelország (POL)    | 8 | 2  | 0 | 6 | 29 | 97  | –68  | 4   |
| 7. | Ausztria (AUT)         | 8 | 1  | 0 | 7 | 33 | 77  | –44  | 2   |
| 8. | Olaszország (ITA)      | 8 | 0  | 0 | 8 | 24 | 156 | –132 | 0   |
| Az Egyesült Államok csapata csak versenyen kívül vehetett részt, mert nem az Amerikai Olimpiai Bizottság, hanem az Amerikai Jégkorongszövetség által összeállított csapat volt. |                        |   |    |   |   |    |     |      |     |
| – | Egyesült Államok (USA) | 8 | 5  | 0 | 3 | 86 | 33  | +53  | 10  |

* - Azonos pontszám esetén a jobb gólkülönbség döntött.
| Csapat | Helyezés |
| ------ | -------- |
| Svájc  |          |

## Műkorcsolya
| Versenyző              | Versenyszám  | Kötelező elemek   | Kötelező elemek | Kűr               | Kűr   | Összesítés                     | Összesítés                     | Összesítés                     | Összesítés                     | Összesítés                     | Összesítés                     | Összesítés                     | Összesítés                     | Összesítés                     | Összesítés                     | Összesítés                     | Összesítés        | Összesítés  | Összesítés | Összesítés |
| Versenyző              | Versenyszám  | Kötelező elemek   | Kötelező elemek | Kűr               | Kűr   | Helyezési pontszámok bírónként | Helyezési pontszámok bírónként | Helyezési pontszámok bírónként | Helyezési pontszámok bírónként | Helyezési pontszámok bírónként | Helyezési pontszámok bírónként | Helyezési pontszámok bírónként | Helyezési pontszámok bírónként | Helyezési pontszámok bírónként | Helyezési pontszámok bírónként | Helyezési pontszámok bírónként | Több. hely. száma | Hely. össz. | Pont       | Helyezés   |
| Versenyző              | Versenyszám  | Több. hely. száma | Hely.           | Több. hely. száma | Hely. | 1                              | 2                              | 3                              | 4                              | 5                              | 6                              | 7                              | 8                              | 9                              | 10                             | 11                             | Több. hely. száma | Hely. össz. | Pont       | Helyezés   |
| ---------------------- | ------------ | ----------------- | --------------- | ----------------- | ----- | ------------------------------ | ------------------------------ | ------------------------------ | ------------------------------ | ------------------------------ | ------------------------------ | ------------------------------ | ------------------------------ | ------------------------------ | ------------------------------ | ------------------------------ | ----------------- | ----------- | ---------- | ---------- |
| Hans Gerschwiler       | Férfi egyéni | 6×2+              | 2.              | 5×3+              | 3.    | 2,0                            | 2,0                            | 3,0                            | 3,0                            | 4,0                            | 1,0                            | 2,0                            | 2,0                            | 5,0                            |                                |                                | 5×2+              | 23,0        | 1630,1     |            |
| Karl Enderlin          | Férfi egyéni | 5×14+             | 14.             | 6×11+             | 10.   | 11,0                           | 10,0                           | 8,0                            | 15,0                           | 15,0                           | 14,0                           | 8,0                            | 14,0                           | 15,0                           |                                |                                | 6×14+             | 110,0       | 1388,2     | 14.        |
| Maya Hug               | Női egyéni   | 5×13+             | 13.             | 7×19+             | 19.   | 13,0                           | 18,0                           | 10,0                           | 15,0                           | 17,0                           | 21,0                           | 15,0                           | 10,0                           | 18,0                           |                                |                                | 5×15+             | 137,0       | 1273,7     | 15.        |
| Lotti Höner            | Női egyéni   | 5×22+             | 23.             | 5×21+             | 21.   | 23,0                           | 17,0                           | 16,0                           | 20,0                           | 23,0                           | 22,0                           | 19,0                           | 23,0                           | 23,0                           |                                |                                | 5×22+             | 186,0       | 1207,9     | 23.        |
| Doris Blanc            | Női egyéni   | 6×24+             | 24.             | 9×25+             | 25.   | 25,0                           | 24,0                           | 24,0                           | 24,0                           | 24,0                           | 25,0                           | 25,0                           | 25,0                           | 25,0                           |                                |                                | 9×25+             | 221,0       | 1103,6     | 25.        |
| Luny Unold Hans Kuster | Páros        |                   |                 |                   |       | 12,0                           | 8,0                            | 10,0                           | 7,0                            | 14,0                           | 14,0                           | 8,0                            | 11,0                           | 11,0                           | 13,0                           | 12,0                           | 6×11+             | 120,0       | 102,1      | 12.        |

## Sífutás
| Versenyző                                             | Versenyszám     | Eredmény | Helyezés |
| ----------------------------------------------------- | --------------- | -------- | -------- |
| Max Müller                                            | 50 km           | 4:30:51  | 17.      |
| Max Müller                                            | 18 km           | 1:22:40  | 25.      |
| Theo Allenbach                                        | 18 km           | 1:23:54  | 30.      |
| Karl Bricker                                          | 18 km           | 1:25:47  | 41.      |
| Gottlieb Perren                                       | 18 km           | 1:26:27  | 43.      |
| Niklaus Stump                                         | 18 km           | 1:22:15  | 20.*     |
| Alfons Supersaxo                                      | 18 km           | 1:24:29  | 34.      |
| Robert Zurbriggen                                     | 18 km           | 1:22:51  | 26.      |
| Edy Schild                                            | 18 km           | 1:22:15  | 20.*     |
| Edy Schild                                            | 50 km           | 4:05:37  | 6.       |
| Louis Bourban                                         | 50 km           | 4:33:50  | 19.      |
| Niklaus Stump Robert Zurbriggen Max Müller Edi Schild | 4 × 10 km váltó | 2:48:07  | 5.       |

## Síugrás
| Versenyző          | 1. ugrás | 2. ugrás | Összesítés | Összesítés |
| Versenyző          | Távolság | Távolság | Pont       | Helyezés   |
| ------------------ | -------- | -------- | ---------- | ---------- |
| Willi Klopfenstein | 60,0     | 62,5     | 209,3      | 13.        |
| Andreas Däscher    | 61,0     | 61,0     | 203,8      | 17.        |
| Hans Zurbriggen    | 61,0     | 67,0     | 214,0      | 10.        |
| Fritz Tschannen    | 64,5     | 66,0     | 214,8      | 9.         |

## Szkeleton
| Versenyző             | 1. futam      | 1. futam      | 2. futam | 2. futam | 3. futam | 3. futam | 4. futam      | 4. futam      | 5. futam | 5. futam | 6. futam      | 6. futam      | Összesítés | Összesítés |
| Versenyző             | Idő           | Hely.         | Idő      | Hely.    | Idő      | Hely.    | Idő           | Hely.         | Idő      | Hely.    | Idő           | Hely.         | Idő        | Helyezés   |
| --------------------- | ------------- | ------------- | -------- | -------- | -------- | -------- | ------------- | ------------- | -------- | -------- | ------------- | ------------- | ---------- | ---------- |
| Dialma Baselgia       | 49,2          | 11.           | 49,0     | 10.      | 48,6     | 6.       | nem ért célba | nem ért célba | kiesett  | kiesett  | kiesett       | kiesett       | kiesett    | kiesett    |
| Milo Bigler           | 48,4          | 7.            | 48,4     | 5.*      | 48,7     | 7.*      | 2:00,2        | 10.           | 1:02,1   | 8.       | nem ért célba | nem ért célba | kiesett    | kiesett    |
| Christian Fischbacher | nem ért célba | nem ért célba | kiesett  | kiesett  | kiesett  | kiesett  | kiesett       | kiesett       | kiesett  | kiesett  | kiesett       | kiesett       | kiesett    | kiesett    |
| Gottfried Kägi        | 48,9          | 10.           | 48,8     | 8.       | 48,7     | 7.*      | 1:00,8        | 4.            | 1:01,6   | 5.*      | 1:01,1        | 4.            | 5:29,9     | 5.         |

* - egy másik versenyzővel azonos eredményt ért el